# The Petards
The Petards sind eine deutsche Beat- und Rockband aus Schrecksbach , die in den 1960er und frühen 1970er Jahren aktiv waren.

## Geschichte

### Die Anfänge
Die Anfänge der Band sind in der Melanchthon-Schule Steinatal in Willingshausen bei Schwalmstadt zu finden. Unter dem Namen "Magic Stompers" spielten die Brüder Klaus und Horst Ebert während ihrer Schulzeit in einer Band, die Free-Jazz- und Cover-Stücke spielte. Die Besetzung der Band wechselte häufig. Ende 1962 wandte man sich zusehends der Beat- und Twist-Musik zu. Im selben Jahr stieß Rüdiger „Roger“ Waldmann als Bassist zur Band.
1964 nannte man sich "The Petards". Horst Ebert hatte den Namen, der aus dem Französischen kommt und Knallfrosch bedeutet, in einem Lexikon entdeckt. Die Urformation der Band bestand nun aus Horst Ebert am Schlagzeug, Klaus Ebert an der Leadgitarre, Ingo Teckenburg an der Rhythmusgitarre, Hans-Jürgen Schreiber an der Trompete und Rüdiger Waldmann am Bass.
Ende 1964 musste Horst Ebert zur Bundeswehr und wurde durch Hans-Jürgen Schreiber am Schlagzeug ersetzt. 1965 verließ Ingo Teckenburg aufgrund gesundheitlicher Probleme die Band und wurde durch Horst Ebert an der Rhythmusgitarre ersetzt, der frühzeitig vom Wehrdienst entlassen worden war.
1966 musste sich die Band infolge eines Konzertes vor dem Amtsgericht Schwalmstadt verantworten: der Vorwurf lautete auf „Lärmbelästigung“. Einzigartig in der Geschichte des Rechtswesens dürfte wohl die Beweisfindung des Richters gewesen sein: Er bat die Band, im Gerichtssaal zu den Instrumenten zu greifen – nur so könne man feststellen, ob es bei den Konzerten „geräuschvoll“ zuginge. Das „unerträgliche Gedröhne“ der Vorführung vor Gericht war der Beweis und zog eine Strafe von über 50 D-Mark nach sich.
In diese Zeit fällt die „Wald Beat Show“, die 1967 im Gemeindewald Schrecksbach stattfand und rückblickend als Vorläufer der Burg-Herzberg-Festivals gilt.

### Weiterer Werdegang
Klaus und Horst Ebert begannen, eigene Stücke zu schreiben. Ihre erste Eigenkomposition, eingespielt in den Semesterferien, erschien im August 1966: Baby Run, Run, Run und Pretty Miss.
Die Popularität der Band wurde größer, zu den Live-Auftritten kamen die ersten Radio-Interviews. Nach der Veröffentlichung der zweiten Single, Right Time/She Didn't, wurde die Band bekannter, und das Fernsehen wurde auf sie aufmerksam: 1967 traten sie mit ihrer 3. Single, Shoot Me Up To The Moon, in der Fernsehsendung „Die Drehscheibe“ im ZDF auf. Außerdem waren sie im gleichen Jahr auch in der SWF-Sendung „Talentschuppen“ zu Gast.
Anfang 1967 verließ Hans-Jürgen Schreiber die Band und wurde für einige Monate durch Franz Binder ersetzt. Im Juni 1967 bildete sich dann die endgültige Formation der Petards: Mit Arno Dittrich wurde ein neuer Schlagzeuger gewonnen. Die Petards gewannen den Nachwuchswettbewerb des SWF und konnten so ihre erste LP einspielen. Sie hieß A Deeper Blue, wurde im Maschener Tonstudio von Joe Menke aufgenommen und erschien im November 1967 auf dem Europa Billig-Label für 5 D-Mark.
Ihre Single Shoot me up to the moon platzierte sich auf Platz 1 der „Frankfurter Schlagerbörse“ des HR und in der SWF-Hitparade, der Nachfolger Golden Glass stand dem um nichts nach.
Die Petards erkannten früh, dass nicht nur die Musik, sondern auch Bühnenshow und Kleidung wichtig sind. So präsentierten sie sich – ganz im Stil der Hippie- und Beatmusik-Zeit – im Flower-Power-Outfit und mit einer für diese Zeit extravaganten Bühnen- und Lichtshow.
Die Band wechselte nun die Plattenfirma und ging zur Firma Liberty. 1968 wurde ihre zweite LP, The Petards, mit dem Nummer-eins-Hit Pretty Liza veröffentlicht. Die Band tourte durch Deutschland und gab zudem auch einige Konzerte in der damaligen ČSSR.
1969 wurden The Petards bei der Pop-Poll-Umfrage des Musikexpress in der Kategorie „beste Nachwuchsgruppe“ auf den ersten Platz gewählt. Ihre LP platzierte sich in der Kategorie „LP des Jahres“ auf dem fünften Platz.
The Petards veröffentlichten einige Titel auch unter Pseudonymen. Unter dem Namen „Zonk“ coverten sie für das Album Creedence Clearwater Revival Hits Done By A Group Called Zonk Titel von „Creedence Clearwater Revival“. Dieses Album erschien in Deutschland, USA, Kanada, Japan, Neuseeland, Australien und Südafrika. Unter dem Pseudonym „Flitter Mouse“ wurden von den Petards zwei Singles mit den CCR-Coversongs Green River und Commotion sowie Fortunate Son und Down on the Corner veröffentlicht. Eine Rarität ist das Solo-Album von Horst Ebert, der sich 1971 als Singer/Songwriter versuchte und unter dem Namen „Johannes“ sein First Album in einer Auflage von nur 100 Stück veröffentlichte.
Am 1. Januar 1970 erschien die dritte Langspielplatte der Petards namens Hitshock. Sie enthielt u. a. die Songs Good Good Donna und Baby Man. Auf der Innenseite des Covers dieser LP heißt es: „Denn Petards-Musik ist kein Rumpel-Beat, sondern starke musikalische Aussage, individuelle Interpretation der Eigenkompositionen dieser avantgardistischen Gruppe.“
Auftritte im französischen Fernsehen mit einer Aufnahme aus dem Olympia in Paris folgten; die Single Blue Fire Light platzierte sich unter den Top Ten der französischen und belgischen Charts.

### Musical in Bremen und Herzberg-Festivals
The Petards wirken bei dem Musical Tut, was ihr wollt, das – frei nach Shakespeares „Was ihr wollt“ – in der Saison 1969/1970 am Theater der freien Hansestadt Bremen aufgeführt wird, mit. In der Saison 1971/1972 wurde das Stück auch am Landestheater Darmstadt aufgeführt, wo die Petards neben der Fassbinder-Schauspielerin Barbara Sukowa mitwirkten.
Außerdem veranstalteten die Petards die Veranstaltungen, aus denen später das Burg-Herzberg-Festival hervorging: Dieses Festival bot deutschen Bands die Möglichkeit, alle Formen progressiver Rockmusik darzubieten. Die erste Veranstaltung, die Burg-Beat-Show 1968, war als Bandwettbewerb auf der Burg Herzberg, organisiert. Auf dem Festival vom 1. bis zum 3. Mai 1970 durften die Besucher Bands wie Guru Guru, Jeronimo, Can und Amon Düül II live erleben. Wegen schlechten Wetters wurde die Veranstaltung damals vom Burghof in die Alsfelder „Festhalle“ (Stadthalle) verlegt.
Das Jahr 1970 endete damit, dass die letzte LP aufgenommen wurde, bei der Klaus Ebert mitwirkte. Ebert ging anschließend als Labelmanager zu der Plattenfirma Metronome Records nach Hamburg. Das Doppelalbum Pet Arts (Lieblingskünste) erschien Anfang 1971.
Am 3. und 4. Juli 1971 fand das zweite von den Petards organisierte „Burg Herzberg Festival“ statt. U. a. treten Frumpy, Embryo und Achim Reichel auf. Es war das letzte von den Petards organisierte Festival.

### Das Ende der Band 1972
Als Nachfolger für Klaus Ebert wählte die Band aus gut 60 Bewerbern den Gitarristen und Sänger Bernd Wippich (später bei Randy Pie) aus. Mit ihm wurde Ende 1971 die LP Burning Rainbows aufgenommen, die neben Stilelementen der Underground-Musik viele Stilelemente des Hardrocks enthält und damit eine weitere Entwicklungsrichtung der Band aufzeigt. Jedoch wollte keine Plattenfirma dieses Album veröffentlichen, da man keine großen Marktchancen sah. Erst das Label Bear Family Records brachte die LP 1981 auf den Markt.
Eine letzte Offensive wird im Jahr 1972 mit Ray King aus England gestartet: Die Petards nahmen die Single Hand of Fortune/Free auf und hofften auf Unterstützung durch die Plattenfirma – doch ohne Erfolg. Ohne große Perspektive lösten sich The Petards auf. Der letzte von über tausend Auftritten fand am 3. September 1972 im „Western Saloon“ in Wiesbaden statt. Dann war Schluss, und jedes Mitglied der Band ging seinen eigenen Weg.
„Wir haben jetzt über fünf Jahre Musik gemacht, ohne den ersehnten 'ganz großen' Durchbruch zu schaffen. Und unsere Hoffnung, dieser könnte in den nächsten Jahren kommen, ist ziemlich gering geworden“, schrieben die Petards in einem Abschiedsbrief an ihre vielen Fanclubs. Und weiter: „Deshalb – und auch aus einem Teil Unzufriedenheit mit der augenblicklichen Situation auf dem deutschen Popmarkt heraus – haben wir uns getrennt. Wir würden uns freuen auch weiterhin mit euch in Verbindung zu bleiben ... Alles gute, eure Petards.“
1984 kam die Band zwar noch ein allerletztes Mal für ein Interview im dritten Programm des HR-Fernsehens zusammen, aber gespielt haben sie nicht mehr gemeinsam.

### Die Neuformierung 2002
2002 formierte Original-Schlagzeuger Arno Dittrich die Band neu und tourt seitdem durch die Lande. Aus der Urformation tritt auch gelegentlich Rüdiger Waldmann (als Gastmusiker) mit auf. Der seit 2003 aktive Bernd Wippich starb am 31. März 2014, Gründungsmitglied Horst Ebert am 12. Oktober 2014.

## Diskografie

### Alben
- A Deeper Blue (Europa E 313)
- Same (Liberty LBS 83204 I), mit Poster-Beilage
- Hitshock (Liberty LBS 83325 I), teilweise mit Poster-Beilage
- Pet Arts (Liberty LBS 83481/82 X), Doppel-LP
- Burning Rainbows (Bear Family BFX 15088)

als Zonk:
- Creedence Clearwater Revival Hits (Sunset SLS 50122)

### Tribute-Album
- Tribute to The Petards (Zun Records, EAN 4033758032173)

### Singles
- Baby Run, Run, Run / Pretty Miss (CCA 5021)
- Right Time / She Didn't (CCA 5033)
- Shoot Me up to the Moon / Lazy Moon (1967) (Somerset S 1007)
- Golden Glass / Tiger Rider (1968)(Parade S 1008)
- A Deeper Blue / Drive (Discostar DST 5002)
- Pretty Liza / Rainbows And Butterflies (1968) (Liberty 15130)
- Misty Island / Tartarex (1968)(Liberty 15206)
- Everybody Knows Matilda / Blue Fire Light (1969) (Liberty 15259)
- My World / Pictures (1970) (Liberty 15278)
- Keep On / Stone By Now (1970) (Liberty France Lbf 15327)
- Baby Man / On the Road Drinking Wine (1970) (Liberty 15343)
- Don't You Feel Like Me / Rainy Day (Liberty 15399)
- Good Good Donna / Willy's Gun (Liberty 15431)
- Hand of Fortune / Free (United Artists UA 35331)

als Flitter Mouse:
- Green River / Commotion (Ariola 14458 AT)
- Fortunate Son / Down on the Corner (Ariola 14479 AT)